# الدوري الإنجليزي لكرة القدم 1926–27
الدوري الإنجليزي لكرة القدم 1926–27 (بالإنجليزية: 1926–27 Football League)‏ هو موسم من دوري كرة القدم الإنجليزي. فاز فيه نيوكاسل يونايتد.